# Lirnik

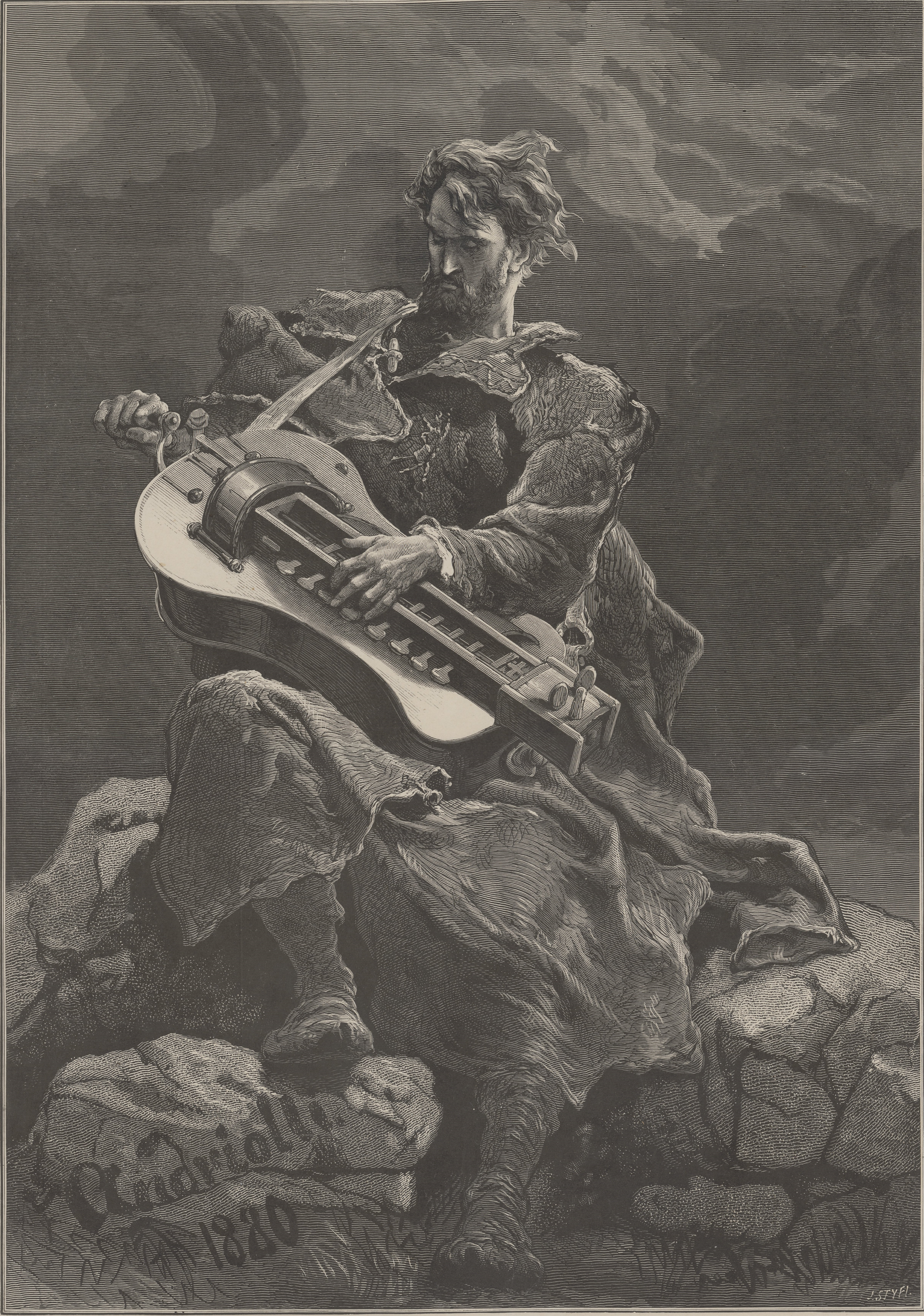
[https://polona.pl/item/lirnik-wioskowy-do-utworu-syrokomli,NzQ3ODE4ODI/0/#info:metadata Lirnik wioskowy

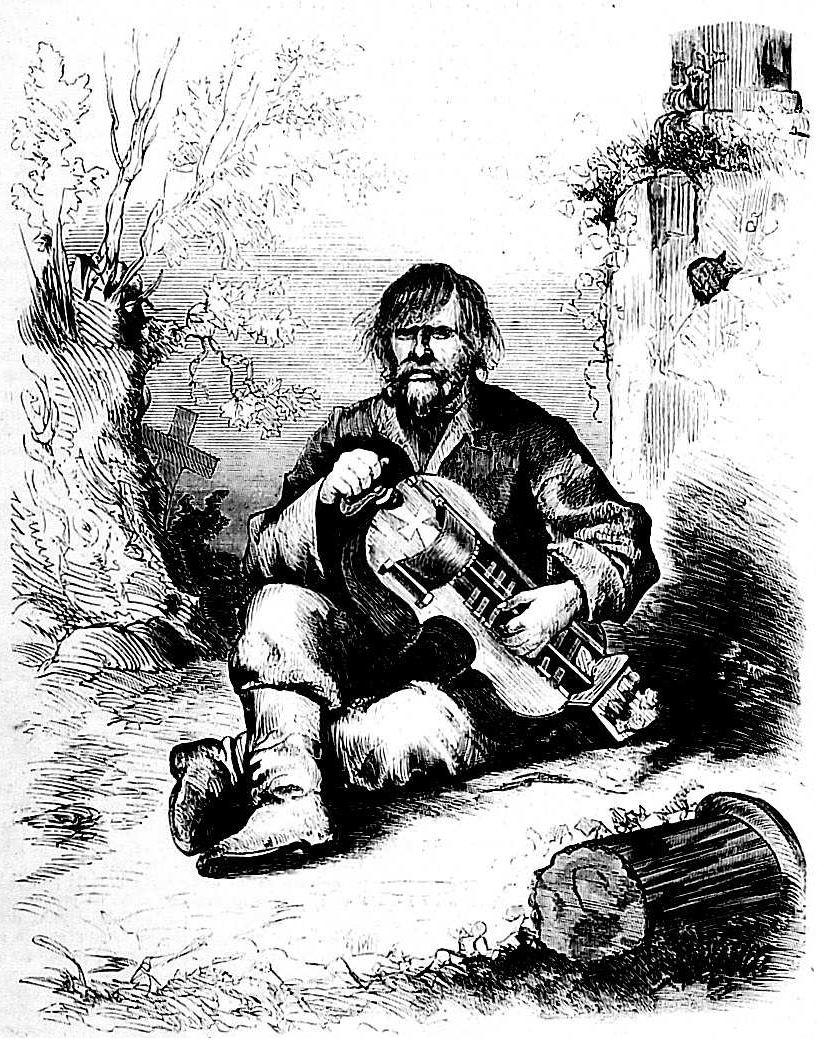
Lirnik ukraiński

Lirnik – muzykant grający na lirze. Od XV w. określenie to stosowane jest przede wszystkim jako nazwa ukraińskich wędrownych śpiewaków ludowych i z XVII w. białoruskich (nazywanych też niekiedy dziadami), grających na lirze korbowej lub bandurze.

## Historia
Ukraińscy i białoruscy lirnicy tworzyli dobrze zorganizowaną społeczność, mieli własne organizacje cechowe, systemy szkoleń młodych adeptów wraz z obrzędami wyzwalania ich na samodzielnych muzyków. Bardzo często byli oni niewidomi, dlatego wędrowali w towarzystwie chłopców-przewodników. Wykonywali głównie pieśni religijne, moralizatorskie oraz pieśni epickie (dumy), niekiedy grali jednak także pieśni żartobliwe i melodie taneczne.
Dyskusyjną kwestią jest, na ile lirnictwo było tradycją obecną również w kulturze polskiej. Co prawda w piśmiennictwie staropolskim spotykamy wzmianki o lirze, a postać lirnika pojawia się często w XVII- i XVIII-wiecznych pastorałkach, jednak w XIX-wiecznych materiałach etnograficznych znajdujemy stosunkowo niewiele informacji na ten temat. Wydaje się więc, że w tym okresie lira korbowa nie była w Polsce zbyt popularnym instrumentem. Wiadomo za to, że ukraińscy i białoruscy lirnicy docierali niekiedy w swych wędrówkach aż na tereny centralnej Polski.
W kulturze polskiej postać lirnika została spopularyzowana i zmitologizowana w epoce romantyzmu, kiedy to miłośnicy „starożytności ludowych” poszukiwali w folklorze szczątków słowiańskiego eposu, a wędrownych śpiewaków postrzegali jako natchnionych poetów-wieszczy i spadkobierców „słowiańskiego Homera”. Najbardziej popularną postacią tego rodzaju był legendarny ukraiński lirnik – Wernyhora, który stał się bohaterem wielu utworów literackich (m.in. Sen srebrny Salomei Juliusza Słowackiego, Wesele Stanisława Wyspiańskiego). Lirnik Denys Szczerbina był jednym z ważniejszych bohaterów Wity Tadeusza Micińskiego. Lirnikiem miał być dziad-ślepiec, którego w powieści Henryka Sienkiewicza „Ogniem i mieczem” spotkali pan Zagłoba i Helena, uciekający z Rozłogów. Jednak autor wyraźnie nie znał dobrze tego instrumentu, myląc go co do nazwy jak i techniki gry z teorbanem.
W okresie romantyzmu słowa „lirnik” zaczęto też używać jako pseudonimu poetyckiego dla twórców nawiązujących do tradycji pieśni ludowych. Teofila Lenartowicza nazywano „lirnikiem mazowieckim”, a Władysława Syrokomlę „lirnikiem wioskowym”. Poza tym termin „lirnik” oznaczał również zbiór wierszy i pojawiał się często w XIX-wiecznych antologiach poetyckich.

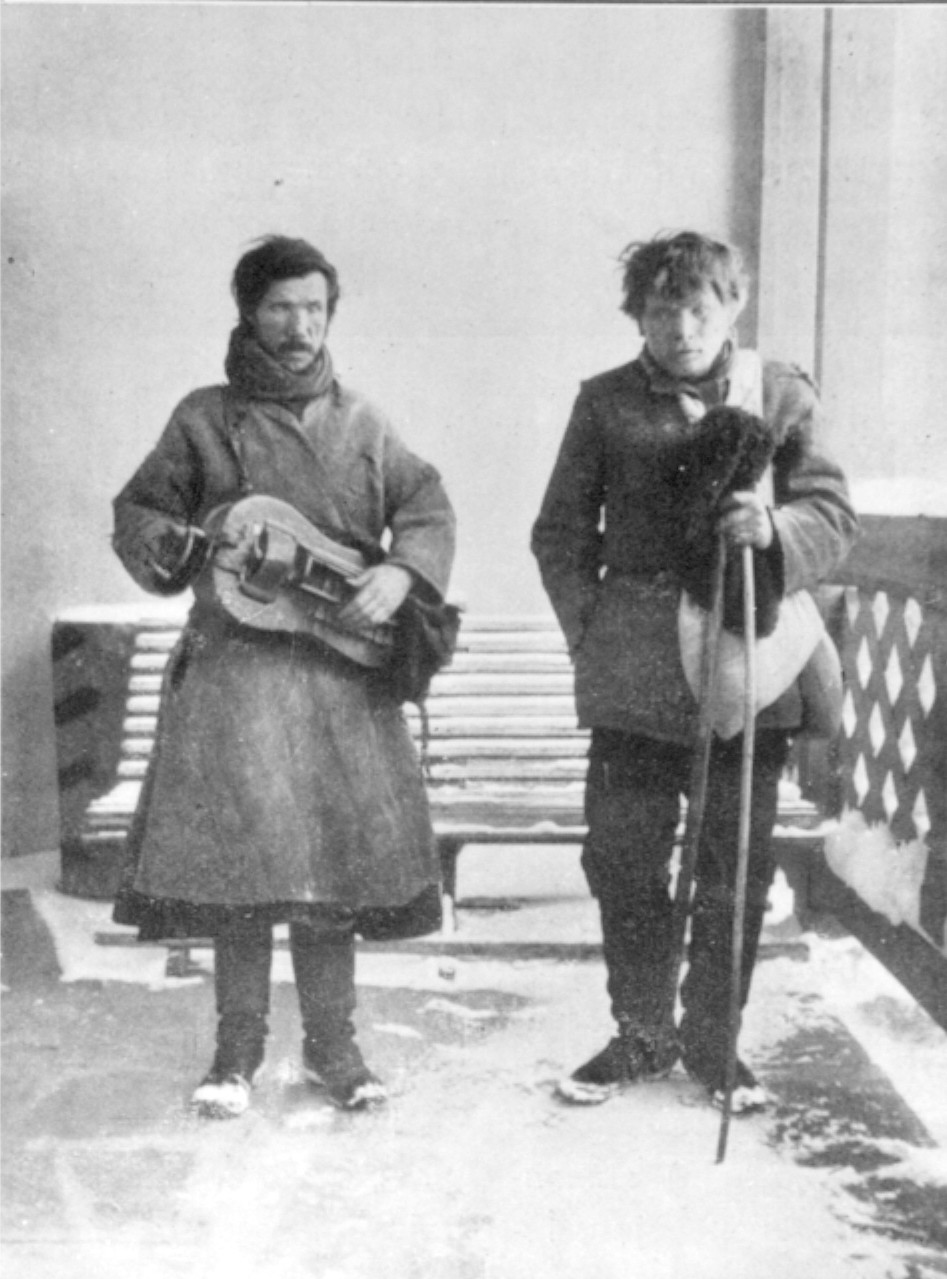
Niewidomy lirnik wraz z przewodnikiem, Wołyń (Ukraina), przełom XIX i XX w.